# Ієссе (цар Картлі)
Ієссе (1680–1727) — цар Картлі (1714–1716, 1724–1727). Син Левана, брата картлійського царя Георгія XI.

## Життєпис
З 1705 до 1714 року перебував на службі у шаха Ірану Солтан Хусейна. Боровся з повсталими афганцями спочатку разом із дядьком Георгієм XI, а надалі — зі своїм двоюрідним братом і царем Кайхосро. 1708 року шах призначив Георгія XI керувати Керманом (місто й область на південному сході Ірану). За рік на цьому посту його замінив Ієссе. Отримав мусульманське ім'я Алігулі-хан. 1711 року Ієссе став начальником шахської артилерії.

### Перше царювання
1714 року, коли Вахтанг VI відмовився змінити віросповідання, перський шах Солтан Хусейн призначив новим царем Картлі Ієссе.
Після сходження на престол допомагав військам кахетинського царя Давиду II в боротьбі з навалою лезгинів. Після сходження на трон Вахтанга VI узяв в облогу місто Телаві, але потрапив у полон і був переданий Бакару, який отримав управління Картлі.
Будучи у полоні, відмовився від ісламу на користь православ'я. 1721 року Ієссе був помилуваний Вахтангом VI, йому було повернуто майно й подаровано володіння Мухрані. 1723 року шах Тахмасп II призначив царем Кахетії Костянтина II, який зайняв Тбілісі. Ієссе спільно з Бакаром на прохання Вахтанга VI вирушив у похід для відбиття столиці. Місто було повернуто, Костянтина взято в полон, а царський престол у Картлі перейшов до Бакара.

### Друге царювання
Згодом Бакар III повстав проти іранців, і 1724 року Ієссе, який знову змінив віросповідання на іслам, отримав трон, хоч фактичним правителем був османський паша.

## Родина
Ієссе був одружений двічі. 1712 року він одружився з княжною Маріам Орбеліані (пом. 1714). У них народився єдиний син Арчіл (Абдуллах-бег) (1713 — бл. 1748), перський наїб (намісник) Картлі (з 1737).
1715 одружився з Єленою (пом. 1745), дочкою кахетинського царя Іраклія I. Від того шлюбу народились шість синів і дві дочки. Серед них були Георгій (Гассан-бег), претендент на картлійський трон 1765 року, Теймураз (1720–1788), католикос-патріарх Східної Грузії Антоній I (1744–1755, 1764–1788), та Олександр (1705/1708 — 1773), дід російського полководця Петра Багратіона.